# 57-й Венецианский кинофестиваль
57-й Венецианский международный кинофестиваль проходил в Венеции с 30 августа по 8 сентября 2000 года.
Мероприятие началось с показа фильма Космические ковбои с главной ролью Клинта Иствуда, которому был вручён Золотой лев за вклад в мировой кинематограф и чьи фильмы были отмечены в ретроспективной отделе.

## Жюри

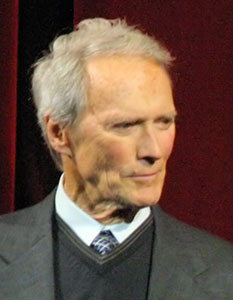
Клинт Иствуд, Золотой лев за вклад в мировой кинематограф

Состав главного жюри:
- Милош Форман (президент, Чехия),
- Джузеппе Бертолуччи (Италия),
- Клод Шаброль (Франция),
- Дженнифер Джейсон Ли (США),
- Тахар Бенжеллун (Марокко),
- Андреас Кильб (Германия),
- Самира Махмальбаф (Иран).

### Жюри короткометражных фильмов
- Жорж Боллон (президент, Франция),
- Джузеппе Пиччиони (Италия),
- Нина Пролль (Австрия)

Жюри Дебют:
- Миммо Калопрести (президент, Италия),
- Атом Эгоян (Канада),
- Билл Крон (США),
- Кьяра Мастроянни (Франция),
- Питер Маллан (Великобритания).

## Фильмы в конкурсе
- Пока не наступит ночь фильм Джулиан Шнабель
- Сто шагов фильм Марко Туллио Джордана
- Сын двух матерей, или комедия невинности фильм Рауль Руис
- Круг фильм Джафар Панахи
- Зубы фильм Габриэле Сальваторес
- Доктор «Т» и его женщины фильм Роберт Олтмен
- Призрак фильм Жуан Педру Родригиш
- Свобода фильм Шарунас Бартас
- Богиня 1967 года фильм Клара Ло
- Лиам фильм Стивен Фрирз
- Язык Святого фильм Карло Маццакурати
- Дуриан Дуриан фильм Фрут Чан
- Человек, который плакал фильм Салли Поттер
- Слово и утопия фильм Мануэл ди Оливейра
- Обратная сторона войны фильм Гуидо Кьеза
- От Матфея фильм Ксавье Бовуа
- Остров фильм Ким Ки Дук
- Уттара фильм Buddhadev Dasgupta
- Богоматерь убийц фильм Барбет Шрёдер
- Платформа фильм Цзя Чжанкэ

## Награды
Главные призы и награды:
- Золотой лев за лучший фильм: Круг  фильм Джафар Панахи
- Серебряный Лев — Особый приз жюри: Пока не наступит ночь фильм Джулиан Шнабель
- Серебряный Лев — Специальная режиссёрская награда: Буддхадев Дасгупта — Уттара
- Кубок Вольпи за лучшую мужскую роль: Хавьер Бардем — Пока не наступит ночь
- Кубок Вольпи за лучшую женскую роль: Роуз Бирн — Богиня 1967 года
- Приз Марчелло Мастрояни: Меган Бёрнс — Лиам
- Золотой лев за вклад в мировой кинематограф: Клинт Иствуд